# Dendronephthya quadrata
Dendronephthya quadrata is een zachte koraalsoort uit de familie Nephtheidae. De koraalsoort komt uit het geslacht Dendronephthya. Dendronephthya quadrata werd in 1909 voor het eerst wetenschappelijk beschreven door Henderson. 